# 梓川 (小惑星)
梓川（あずさがわ、27918 Azusagawa）は埼玉県の天文家、佐藤直人が1996年11月に秩父市で発見した「小惑星」。
飛騨山脈（北アルプス）に源を発し長野県松本市に流れる延長65Kmの川の名称梓川に因んで命名された。